# Віллі Штоф
Віллі Штоф (нім. Willi Stoph 9 липня 1914, Шенеберг (нині частина Берліна) — 13 квітня 1999, Берлін, Німеччина) — німецький політик-комуніст, один із керівників СЄПН, державний і військовий діяч Німецької Демократичної Республіки.
У 1953–1989 — член політбюро ЦК СЄПН.
У 1960 — 1970-х роках очолював Раду міністрів і Державну раду НДР. Отримав звання генерала армії у збройних силах НДР. Належав до найближчого оточення Еріха Гонеккера. Після «осені народів» (1989) і возз'єднання Німеччини притягувався до кримінальної відповідальності і був звільнений від відповідальності за станом здоров'я.

## Компартія, вермахт, полон
В юності працював муляром.
З 1928 перебував у комсомолі Німеччини. У 1931 вступив до компартії Німеччини. Після приходу до влади нацистів деякий час брав участь у підпільному русі Опору. У 1935 призваний на службу до Вермахту, до 1937 служив у артилерійському полку. Потім працював у Берліні інженером архітектурної фірми.
У 1940 повторно покликаний на службу до Вермахту. Воював на Східному фронті.
У 1942 поранений, нагороджений Залізним хрестом.
У 1945 взятий в полон радянськими військами. Пройшов курс в «антифашистській школі» для військовополонених, підготовлений до заняття адміністративних посад в радянській зоні окупаційної Німеччини.

## У керівництві СЄПН і НДР

### На економічних посадах
Вийшовши з полону, Штоф знову приєднався до КПН, отримав посаду керівника промислово-будівельного відділу в столичному партапараті.
З 1945 очолював низку відділів Німецького центрального управління промисловості (виконавчий орган під контролем совєцької військової окупаційної адміністрації, на базі якого після створення НДР в 1949 було створено кілька промислових міністерств).
У 1948 очолив управління економічної політики в центральному апараті СЄПН. У 1950–1952 — голова економічного комітету Народної палати НДР, директор економічного управління Ради міністрів НДР.
З 1950 — членом ЦК СЄПН, в складі якого залишався до падіння режиму в листопаді 1989.

### На чолі силових структур
Незважаючи на спочатку економічний профіль керівництва, Віллі Штоф зіграв важливу роль у формуванні силових структур НДР: армії, поліції, держбезпеки.
З травня 1952 по червень 1955 Штоф займав посаду міністра внутрішніх справ. Брав активну участь у придушенні Берлінського повстання 17 червня 1953. Саме після цього був введений до складу політбюро ЦК СЄПН.
У 1955 отримав військове звання генерал-полковника. Координував діяльність Народної поліції, Міністерства держбезпеки та відомства ядерної енергетики НДР.
У 1956–1960 роках обіймав посаду міністра національної оборони НДР.
З 1959 — генерал армії. Входив до складу Національної ради оборони. Був заступником головнокомандувача Об'єднаними збройними силами Організації Варшавського договору.

### Керівник уряду і Державної ради
У 1954–1964 — заступник голови Уряду НДР, курував виконання партійних рішень державними органами.
У 1964 змінив покійного Отто Гротеволя на посаді голови уряду НДР, що тоді ж був перейменований на Раду міністрів. Залишив цю посаду в 1973, очоливши після смерті Вальтера Ульбріхта Державну раду НДР (таким чином, формально Віллі Штоф зайняв посаду очільника держави).
У 1976 поступився головуванням у Державній раді Еріху Гонеккеру, повернувшись на посаду голови уряду. Залишався головою Ради міністрів НДР до листопада 1989. Одночасно був заступником голови Держради.
Брав помітну участь в налагодженні відносин між НДР і ФРН.
У 1967 направив листа Курту Георгу Кізінгеру з пропозицією встановити міждержавні зв'язки.
У березні 1970 Штоф приймав у Ерфурті Віллі Брандта — зустріч непередбачено вилилася в стихійну демонстрацію тисяч жителів НДР, котрі вітали канцлера ФРН.

### Політико-ідеологічна орієнтація
Протягом низки років Віллі Штоф вважався «правою рукою» Еріха Гонеккера, головним провідником його політики. Поряд з Куртом Хагером, він займав у керівництві СЄПН найбільш ортодоксальну сталіністську ідеологічну позицію. При цьому Штоф розглядався як зразок партійної строгості і військової дисципліни, тому отримав прізвисько Roter Preuße — «Червоний прусак».
Інший член вищого керівництва НДР, також наближений до Гонеккера — куратор економічної політики Ґюнтер Міттаґ — зараховував Штофа до групи партійних ортодоксів, що торпедували реформи і тим самим сприяли краху НДР.

## «Так далі не піде»
У жовтні 1989 почалися масові виступи проти режиму СЄПН. Для утримання влади партійна верхівка спробувала принести в жертву персонально Гонеккера. Саме Штоф сказав на засіданні керівництва СЄПН 18 жовтня 1989 фразу: Erich, es geht nicht mehr. Du musst gehen — «Еріху, так далі не піде. Тобі час іти». Проте, багаторічному члену політбюро і голові уряду НДР, що уособлював жорсткий курс, не вдалося зберегти свої політичні позиції.
7 листопада 1989 уряд Віллі Штофа було відправлено у відставку. У виступі перед Народною палатою Штоф визнав за собою політичну відповідальність за тотальну кризу в країні. Саме на нього Гонеккер та Міттаґ покладали головну провину за те, що відбувається (з боку Гонеккера це виглядало відповіддю на дії Штофа 18 жовтня).
8 листопада 1989 пішли у відставку всі члени політбюро ЦК СЄПН, включаючи Віллі Штофа.
17 листопада 1989 Штоф був виведений зі складу Держради і здав мандат депутата Народної палати. 3 грудня рішенням ЦК СЄПН Віллі Штоф був виключений з партії.

## Судові переслідування
8 грудня 1989 прокуратура заарештувала Віллі Штофа за підозрою в корупції і використанні службового становища на збиток національній економіці (мова йшла про надмірні зручності особняка в елітному селищі Вандліц, наданого Штофу як члену політбюро, і мисливські угіддя на озері Мюріц). Однак уже в лютому 1990 75-річний Штоф був звільнений за станом здоров'я. Тоді ж у Штофа були конфісковані кошти в розмірі 200 тис. марок, як отримані шляхом зловживання службовим становищем. Штоф звернувся за політичним притулком до СССР, розраховуючи, подібно Гонеккеру, перебратися до Москви, але московське керівництво проігнорувало це прохання.
У травні 1991 Віллі Штоф був притягнутий до відповідальності за вбивства втікачів з НДР біля Берлінського муру: як член політбюро ЦК СЄПН він брав участь в ухваленні відповідних рішень. Перед судом постали Еріх Гонеккер, Віллі Штоф, Еріх Мільке, Гайнц Кесслер, Фріц Штрелец, Ганс Альбрехт. Слухання справи почалося в листопаді 1992, але в червні 1993 процес щодо Гонеккера, Мільке і Штофа був припинений з урахуванням віку і стану здоров'я обвинувачених.
10 жовтня 1994 адміністративний суд Берліна відхилив позов Штофа про повернення йому 200 тис. марок і затвердив їх конфіскацію.
Останні роки Віллі Штоф прожив як приватна особа, уникаючи публічності. Помер в Берліні, похований у Вільдані.

## Військові звання
- Генерал-полковник — 7 жовтня 1955 роки;
- Генерал армії — 7 жовтня 1959.